# Nomada rubricollis
Nomada rubricollis är en biart som beskrevs av Schwarz 1967. Nomada rubricollis ingår i släktet gökbin, och familjen långtungebin. Inga underarter finns listade i Catalogue of Life.